# Confessions (Dweezil Zappa)
Confessions è il terzo album di Dweezil Zappa, uscito nel 1991 su Food For Thought per la Barking Pumpkin Records.

## Il disco
È stato registrato ai Paramount Studios tra aprile e maggio 1990, eccetto parti vocali e assoli di chitarra registrati agli studi Devon, Preferred Sound e Courtlen di Hanson, Massachusetts. L'album è stato prodotto da Dweezil Zappa e co-prodotto da Nuno Bettencourt, arrangiato da Bob St.John e ary McGachan, missato da Nuno Bettencourt, Bob St.John e Dweezil Zappa, e il mastering è di Stephen Marcussen, Bob Stone e Phfil Beasley ai Precision Mastering Studios. Il disco è uscito in doppio vinile con undici tracce, tra cui due cover, Anytime at All dei Beatles e Stayin' Alive dei Bee Gees.

## Tracce
1. Earth (Dweezil Zappa) - 1:11
2. Bad Girl (D.Zappa) - 5:45
3. Helpless (D.Zappa) - 4:50
4. Shoogagoogagunga (D.Zappa) - 3:36
5. F.W.A.K. (D.Zappa, Scott Thunes) - 6:04
6. The Kiss (D.Zappa) - 2:56
7. Anytime at All (John Lennon, Paul McCartney) - 5:20
8. Vanity (D.Zappa) - 5:29
9. Stayin' Alive (Barry Gibb, Maurice Gibb, Robin Gibb) - 3:23
10. Maybe Tonight (D.Zappa, S.Thunes) - 5:14
11. Confessions of a Deprived Youth (D.Zappa) - 4:47
12. Gotta Get to You (D.Zappa) - 6:53
13. Pain of Love (D.Zappa, Elisa Fiorillo) - 3:39
14. Obviously Influenced by the Devil (D.Zappa) - 4:29
15. Return of the Son of Shoogagoogagunga (D.Zappa) - 5:37

## Formazione
- Dweezil Zappa - chitarra, voce
- Nuno Bettencourt - chitarra e cori
- Scott Thunes - basso, voce
- Josh Freese - batteria

### Ospiti
- Mike Keneally - chitarra in tracce 1, 7, 9, 14; piano in tracce 6 e 11;
- Gary Cherone - cori in tracce 2, 3, 8, 12;
- Pat Badger - cori in tracce 2, 3, 8, 12;
- Donny Osmond - voce in traccia 9;
- Ahmet Zappa - voce in traccia 5;
- Warren DeMartini - assolo chitarra in tracce 3 e 9;
- Zakk Wylde - assolo chitarra in tracce 3 e 9;
- Steve Lukather - assolo chitarra in traccia 9;
- Tim Pierce - chitarra in traccia 13, assoli chitarra in traccia 13 e 9;